# サッチ (お笑いコンビ)
サッチは、日本のお笑いコンビ。2016年9月をもって解散した。

## メンバー
- 苅込健太郎（かりこみ けんたろう　1987年3月11日 - ）(38歳)
ボケ担当
身長162cm、血液型A型
茨城県東茨城郡大洗町出身
実家は理髪店[1]。
趣味は格闘ゲーム、ジムでのトレーニング。特技はタロット占いで「初級」の腕前とのこと。
上級救急救命士、弓道検定一級の資格を持つ。
アニメ好き。声優の仕事をしたい願望も持っている[2]。
かつてはステージの照明係をやっていたが、そこでハマカーンの舞台を見たことで、表舞台に立ちたい気持ちが強くなり、お笑い界へ入った[3]。
TOKYO☆笑BIZ5期生出身。かつてはコンビ「ルーキング」で活動、この当時の芸名は「苅込ケビン」。
2015年当時の宣材写真は髪が長めだが[4]、2016年の時点では髪が短くなっている[5]。
- 神田慶太郎（かんだ けいたろう　1982年11月7日 - ）(42歳)
ツッコミ担当
身長179cm、血液型AB型
東京都杉並区出身
趣味・特技はサッカー関係（特技でもある。本田圭佑のファン[6]）、愛読書は「ONE PIECE」。猫好き[1]。
高校卒業後は、美容師をしていた[3]。
ワタナベコメディスクール2期生（2005年4月入学、2006年3月卒業）→ TOKYO☆笑BIZ5期生出身。かつてはコンビ「ティーチ」で活動（2012年9月解散[7]。なお、ティーチ時代には2010年10月に相方が交替している（初代ティーチ、2代目ティーチ）。
尖っていると言われ、誰にでも噛みついて、若手の女芸人が嫌いな所がある[8]。

## 来歴・概説
2012年結成。神田の前コンビ「ティーチ」の解散後で、神田から、TOKYO☆笑BIZの同期生で、同様に「ルーキング」を解散していた苅込を誘って組んだ。コンビ名は、神田が好きな漫画『ONE PIECE』のキャラクター「サッチ」（白ひげ海賊団4番隊隊長）から名付けた。
神田の攻撃的なツッコミに対し、苅込は何となくな感じでボケると言ったスタイルの漫才が多い。またどっちがボケかツッコミか関係無く、そのまま二人ともエスカレートしていくというネタの流れもある。苅込には両方の手を自分の顔の頬の下に持って行って手の平を上に向け、顔を動かして「ヘイッ」という一発ギャグがあり、これをネタの所々に頻繁に入れている。
ネタ作成は全て神田が担当。お互いではほとんど仕事の話しかせず、神田はお互いの関係を「不仲」とも話している。

## 出演

### テレビ
- オンバト+（NHK総合テレビジョン）- 2012年3月4日　神田のみ「ティーチ」時代の出場
- 学生才能発掘バラエティ 学生HEROES!（テレビ朝日）
- こそこそチャップリン（テレビ東京）
- 4K FES（ひかりTV）
- アメトーーク!（テレビ朝日）- 2016年7月1日
- 『ぷっ』すま（テレビ朝日）- 2016年8月26日深夜